# Сатини, Георгий Анатольевич
Георгий Анатольевич Сатини (27 июня 1921, Красноярск — 21 февраля 1967, Ленинград) — советский актёр театра и кино.

## Биография
Георгий Сатини родился 27 июня 1921 года в Красноярске. В конце 1920-х — начале 1930-х годов семья переехала в посёлок Тярлево под Ленинградом, а затем в Ленинград, где будущий актёр окончил школу № 56 в 1938 году. После школы работал токарем на Ленинградском Кировском заводе, а затем бурмастером в геологоразведочной конторе «Форморазведка». В 1942 году Георгий Сатини был мобилизован и после окончании пулемётно-миномётного училища, с 1943 года воевал на Ленинградском фронте. Был ранен. Окончил войну капитаном, после войны до демобилизации служил помощником коменданта 1-й бригады войск НКВД по охране особо важных предприятий промышленности.
В 1948 году окончил студию при Ленинградском ТЮЗе, служил артистом Псковской филармонии. С 1949 по 1957 годы играл в Ленинградском драматическом театре. С 1957 года до конца жизни работал на киностудии «Ленфильм». В кино дебютировал ещё в 1949 году в фильме «Звезда», после перехода на «Ленфильм» стал активно сниматься. Снялся в трёх десятках кинокартин. Играл в основном военных и простых рабочих. Среди его лучших работ роли в фильмах «Человек с будущим», «После свадьбы», «Цари».
Все свои стрессы заливал алкоголем, страдал, постоянными попойками приносил мучения своим близким. 21 февраля 1967 года покончил жизнь самоубийством, бросившись под поезд в метро. Похоронен на Северном кладбище Ленинграда.

## Семья
- Отец — Анатолий Францевич Сатини (умер до Отечественной войны в Москве)
- Мать — Лидия Алексеевна Сатини (умерла в конце 1960-х — начале 1970-х)
- Жена — Нина
- Дочь — Мария

## Фильмография
1. 1949 — Звезда — Дегтярёв (в титрах не указан)
2. 1958 — В дни Октября — Антонов-Овсеенко
3. 1958 — Кочубей — комбриг
4. 1959 — Поднятая целина (3 серия) — эпизод (в титрах не указан)
5. 1960 — Чужая беда — снабженец
6. 1960 — Человек с будущим — Матвей Цаплин
7. 1961 — Будни и праздники — шофёр
8. 1961 — Водяной — пастух
9. 1961 — Девчонка, с которой я дружил — Иван Алексеевич, учитель математики
10. 1961 — Старожил — дядя Серёжа
11. 1962 — Компаньерос (новелла «Бокс») — Дрюс
12. 1962 — Первый мяч — вратарь Лёша
13. 1962 — После свадьбы — Юрий Писарев
14. 1963 — Мандат — нищий и продавец зажигалок
15. 1963 — Улица Ньютона, дом 1 — Анохин, член приёмной комиссии
16. 1964 — Весенние хлопоты — прораб
17. 1964 — Донская повесть — главарь банды
18. 1964 — Зайчик — нервный пациент в очереди
19. 1964 — Криницы — Федя, завмаг
20. 1964 — Поезд милосердия — член бригады поезда
21. 1964 — Цари — Василий
22. 1965 — Заговор послов — бандит
23. 1965 — Иду на грозу — физик
24. 1965 — Сколько лет, сколько зим — секретарь ЦК
25. 1965 — Ярость — дежурный офицер
26. 1966 — В городе С. — игрок
27. 1966 — На диком бреге — шофёр
28. 1966 — Товарищ песня (новелла «Песня о матери») — командир группы летчиков
29. 1967 — Зелёная карета — ротмистр
30. 1967 — Мятежная застава — конный полицейский

## Озвучивание
1. 1958 — Индюки (Литовская киностудия)
2. 1961 — Друг песни (Таллинфильм; эст. Laulu sõber) — Отт Куу, тракторист (роль Юри Ярвета)
3. 1961 — Сказание о любви (Азербайджанфильм) — раб (роль Дютфи Мамедбекова)
4. 1963 — Оглянись в пути (Таллинфильм; эст. Jäljed) — Эльмар (роль Юри Ярвета)
5. 1964 — Белые горы (Киргизфильм)